# Johann Baptist Dannegger

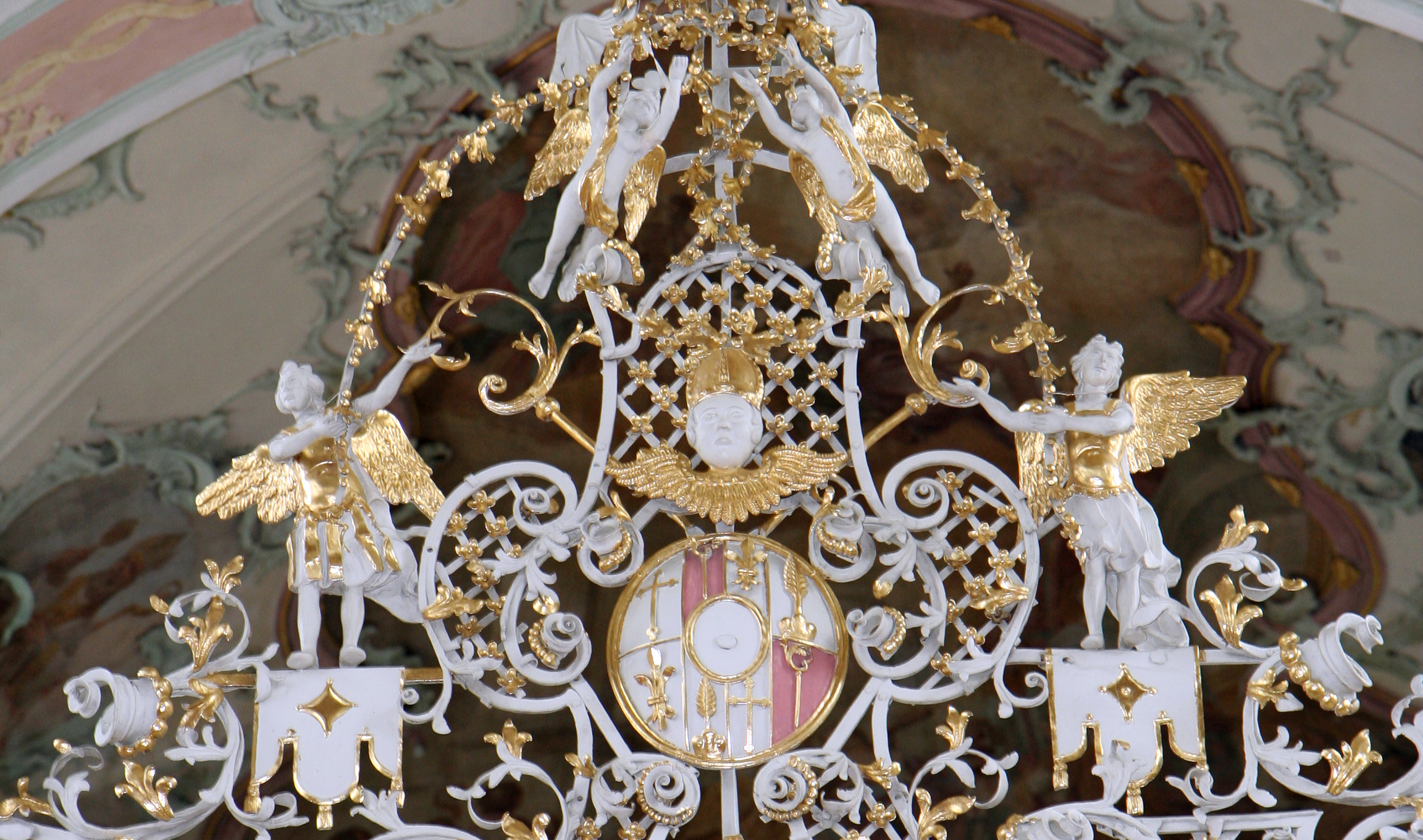
Wappen des Abts Dannegger am Chorgitter der Pfarrkirche St. Ulrich und St. Afra in Kreuzlingen aus dem Jahr 1737

Johann Baptist Dannegger CanReg (auch Dannecker geschrieben, * 24. Juni 1682 in Rottweil; † 24. August 1760 in Kreuzlingen) war Abt des Augustiner-Chorherrenstifts Kreuzlingen von 1725 bis 1760.

## Leben
Johann Baptist Dannegger wurde am 24. Juni 1682 als Sohn des Johannes Baptist Dannecker, habsburgischer Rittmeister in Ungarn, und seiner Frau Maria Magdalena Glums in Rottweil (einem der Alten Eidgenossenschaft zugewandten Ort) geboren. An der Universität Innsbruck erwarb er den Magister artium. Anschließend studierte er in Freiburg im Breisgau und in Padua (damals Republik Venedig) die Rechtswissenschaft.
Dannegger legte 16. Januar 1707 seine Profess bei der Ordensgemeinschaft der Augustiner-Chorherren in Kreuzlingen ab und empfing 1708 die Weihe zum Priester. 1710 wurde er Propst des Klosters Riedern am Wald und am 25. August 1725 erfolgte seine Wahl zum Abt des regulierten Augustiner-Chorherrenstifts Kreuzlingen.
Um die Klosterinsassen einer strengeren Disziplin zu unterwarfen, strukturierte Dannegger das klösterliche Leben neu. Dazu erließ er 1734 die „Constitutiones“ für das Kloster Kreuzlingen und die diesem unterstellten Klöstern Allerheiligen, Beuron, Ittingen und Riedern am Wald. Außerdem konnte er in Kreuzlingen 32 neue Konventualen (stimmberechtigten Mitglieder der Klostergemeinschaft) aufnehmen.
Dannegger wird auch als „Bauabt“ bezeichnet. Als solcher war er hauptsächlich in den auswärtigen Herrschaften des Klosters Kreuzlingen tätig. Sein größtes Bauvorhaben war der Wiederaufbau des 1740 abgebrannten Klosters Riedern am Wald im barocken Stil. Dazu beauftragte er den Baumeister und Architekten Johann Michael Beer von Bleichten aus Vorarlberg. In Güttingen (1744) und Hirschau gab Dannegger neue Pfarrhäuser und in Wilhelmskirch eine neue Mühle in Auftrag. Gegen den Widerstand der benachbarten Stadt Konstanz errichtete Dannegger in Egelshofen beim Hörnli (heute Stadtteil von Kreuzlingen) am Bodensee eine Schiffslände. In Horgenzell ließ er die Kirche barockisieren und errichtete neue Pfleghöfe in Rottenburg, Buchhorn und Hirschlatt.
Am 11. Dezember 1749 schloss Dannegger einen Vertrag mit der Habsburger Monarchie, der dem Kloster Kreuzlingen für 14000 Gulden die vollen Hoheitsrechte über die Reichsvogtei Hirschlatt sicherte. Da diese Vogtei reichsunmittelbar war, wurde Dannegger fortan zu den Reichstagen eingeladen.
Danneggers Wunsch mit 65 Jahren als Abt zurückzutreten wurde ihm verweigert. So starb er, noch immer im Amt, am 24. August 1760 im Alter von 78 Jahren in Kreuzlingen. Zu seinem Nachfolger wurde 1760 der aus dem Kloster Riedern am Wald, stammende Prosper Donderer gewählt.

## Nachweise
1. ↑  Seit 1538 stellte der Augustiner-Chorherrenstift Kreuzlingen die Pröpste für die Augustiner-Chorherrenpropstei Riedern am Wald. 1638 wurde Riedern in das Kreuzlinger Augustinerkloster eingegliedert. Seitdem bezeichneten sich die Kreuzlinger Äbte immer auch als „Propst von Riedern“.
2. ↑  4000 Gulden für das Recht der Hohen Gerichtsbarkeit und 10000 Gulden für das Recht der Forst- und Jagdherrlichkeit. Das Kloster Kreuzlingen hatte bereits 1656 für 5000 Gulden dem Grafen Hugo von Montfort das Recht der Niederen Gerichtsbarkeit in der Reichsvogtei Hirschlatt abgekauft. Aber auch nach dem Vertrag 1749 verblieb die territoriale Obrigkeit bei der Habsburger Monarchie. Diese behielt damit das allgemeine Gesetzgebungsrecht und das Recht Zoll zu erheben.
3. ↑  Verena Baumer-Müller: Johann Baptist Dannegger. In: Historisches Lexikon der Schweiz.  15. März 2005, abgerufen am 8. Juli 2019.

| Personendaten    | Personendaten                        |
| ---------------- | ------------------------------------ |
| NAME             | Dannegger, Johann Baptist            |
| KURZBESCHREIBUNG | Abt des Chorherrenstifts Kreuzlingen |
| GEBURTSDATUM     | 24. Juni 1682                        |
| GEBURTSORT       | Rottweil                             |
| STERBEDATUM      | 24. August 1760                      |
| STERBEORT        | Kreuzlingen                          |